# Pluripartidarismo
Pluripartidarismo, também conhecido como sistema pluripartidário ou multipartidário, é um sistema político em qual três ou mais partidos políticos podem assumir o controle de um governo, de maneira independente, ou numa coalizão.
A critica à mesma advém de ela, normalmente, se transformar em partidocracia.

## Nuances
Muitos regimes admitem legalmente a participação plena de todas as correntes políticas, reunidas em agremiações ideológicas. Entretanto, ao longo do tempo, diversas formas de pensamento político sofrem restrições, a fim de se evitar que determinados grupos — considerados nocivos ao sistema vigente — possam vir a tomar o poder.
Os partidos monarquistas são proibidos em muitas repúblicas, o que causa controvérsia em relação a democracia e sua liberdade de expressão numa nação.